# 2-ブロモブタン
2-ブロモブタン（英: 2-Bromobutane）とは、化学式C4H9Brで表される有機臭素化合物であり、ハロゲン化アルキルの1種でもある。sec-ブチルブロミド、メチルエチルブロモメタンなどとも呼ばれる。構造異性体には、1-ブロモブタン、2-ブロモ-2-メチルプロパンがある。

## 性質
常温常圧において、2-ブロモブタンは芳香のある無色の液体で、比較的安定している。ただし、引火性があるため扱いには注意を要する

。
臭素に結合した炭素原子が他の2個の炭素に結合していることから、第2級アルキルハライドと呼ばれる。また、この臭素が結合した炭素は不斉中心であるため、2-ブロモブタンは1対の鏡像異性体を持つ。

## 合成
2-ブロモブタンは、1-ブテンに対して臭化水素を付加することで合成できる。この際、中間体として第1級カルボカチオンよりも第2級カルボカチオンの方が圧倒的に安定性が高いため、2-ブチルカチオンを生じやすく、この付加反応による主生成物は2-ブロモブタンになる。2-ブチルカチオンの正電荷を持った炭素はsp2混成軌道を持った平面構造であるため、臭化物イオンによる求核攻撃は、この平面のどちらからも同じ確率で発生するため、この合成方法で生成した2-ブロモブタンはラセミ化する
。

## 反応
2-ブロモブタンには、ハロゲンのうち臭素が結合しており、この臭素は比較的脱離しやすいため、強塩基で処理すると、脱離反応であるE2反応を起こしやすく、二重結合を生じて、trans-2-ブテン、cis-2-ブテン、1-ブテンの3種類のアルケンを生じ得る

。
ただし、2-ブロモブタンではSN2反応も起こり得て、例えば、水酸化ナトリウムなどが発生させる水酸化物イオンとSN2反応を起こせばブタン-2-オールが生成するし

、他にも、シアン化物イオンとSN2反応を起こせば2-メチルブタンニトリルが生成する

。

## 法規制
日本の消防法では、危険物第4類 第二石油類 非水溶性液体に区分される。